# The Spider Woman
The Spider Woman  sau Sherlock Holmes and the Spider Woman (cu sensul de Sherlock Holmes și Femeia păianjen) este un film de mister din 1943, cu Basil Rathbone în rolul lui Sherlock Holmes și Nigel Bruce ca Dr. Watson, al șaptelea din cele paisprezece astfel de filme în care a fost implicată perechea de actori. A fost regizat de Roy William Neill după un scenariu de Bertram Millhauser bazat pe personaje create de Sir Arthur Conan Doyle. Acest film încorporează elemente din romanul din 1890 Semnul celor patru, precum și din povestirile "Ultima problemă", "Casa pustie", "Aventura bandei pătate" și face referire explicită la "Copita dracului".

## Distribuție
- Basil Rathbone - Sherlock Holmes
- Nigel Bruce - Dr. John Watson
- Gale Sondergaard - Adrea Spedding
- Vernon Downing - Norman Locke
- Dennis Hoey - Inspector Lestrade
- Alec Craig - Radlik
- Arthur Hohl - Adam Gilflower
- Mary Gordon - Mrs. Hudson
- Teddy Infuhr - Larry
- Angelo Rossitto - The Pygmy
- Harry Cording - Fred Garvin (nemenționat)
- Robert Milasch - Carnival Barker (nemenționat)